# دشنا
مدينة دشنا، مدينة مصرية تتبع محافظة قنا. وتبعد عن القاهرة بحوالي 453 كم (281 ميل).
وهي مدينة زراعية تشتهر بزراعة قصب السكر ويوجد بها مصنع للسكر وهو من أكبر مصانع السكر على مستوى الجمهورية.

## الثقافة السيبيلية في دشنا
كشفّت بعثة أثرية من جامعة جنوب تكساس عن مظاهر للثقافة السبييلية في سهول دشنا. حيث حُددت أدوات عين خومان في الواحات البحرية على أنها مشابهة لثقافة صناعة إسنا «الثقافة السيبيلية» في دشنا، يرجع تاريخها إلى عام 12,300 قبل الميلاد وتختلف عنها فقط فيما يتعلق بالأدوات ثنائية الوجه. احتوت عدة مواقع بين وادي القبانية والسهول على تجمعات من نتاج صناعة إسنا. استخدمت الصناعة الإسناوية المعروفة أيضاً باسم «المسناوية» (Mesnian) تقنية مغايرة لتقنية ليفالويس ومنتجات تتألف في معظمها من كاشطات طرفية، على الرغم من أنها تتضمن أيضاً عدداً أقل بكثير من الشفرات الداعمة للأقواس وأدوات شبه منحرفة الشكل.

## التقسيم الإداري
يتألف المركز من مدينة و 4 قرى رئيسية و 17 قرية تابعة. وتتكون من الوحدات المحلية التالية:
- مدينة دشنا (العزازية - الصعايدة - صفارة - الخولة)
- أبو مناع (أبو مناع بحري - أبو مناع غرب - أبو مناع قبلي -أبو مناع شرق -الشيخ علي شرق - نجع سعيد -نجع عزوز)
- السمطا: بحري وقبلي وتضم 14 نجع
- العطيات ونضم قرية الطبايخة ونجع الغرابوة بحري وقبلي ونجع الحشاش «الشهيد» ونجع العجمي ونجع سالم
- أبو دياب
- فاو

## وصلات خارجية
- فكرى حسن 1974 - علم الآثار في سهل دشنا، مصر: دراسة عن مستوطنة من العصر الحجري القديم المتأخر، الأعداد 57-60 وزارة البترول والثروة المعدنية، المسح الجيولوجي في مصر وهيئة الثروة المعدنية - العلوم الاجتماعية - 174 صفحة مكتبة جامعة ييل اطلع عليه بتاريخ 2011-10-16 - كتب.جوجل اطلع عليه بتاريخ 2012-01-14